# Carbomyces emergens
Carbomyces emergens är en svampart som beskrevs av Gilkey 1954. Carbomyces emergens ingår i släktet Carbomyces och familjen Carbomycetaceae.   Inga underarter finns listade i Catalogue of Life.